# Shimamura Hayao
Almirante-Marechal Barão Shimamura Hayao (島村 速雄; 21 de setembro de 1858 – 8 de janeiro de 1923)  foi um almirante japonês durante a Primeira Guerra Sino-Japonesa e a Guerra Russo-Japonesa, bem como um dos primeiros oficiais de estado-maior proeminentes e estrategistas navais da Marinha Imperial Japonesa. Ele era um excelente tático, mas diferentemente de muitos militares, não buscava honras. Ele transferia crédito aos seus colegas, evitava se vangloriar e compartilhava abertamente seus fracassos com outros. Seu caráter lhe rendeu muito respeito. Permaneceu amigo de longa data de seu colega de turma da Academia Naval Imperial Japonesa, Katō Tomosaburō.

## Biografia
Nascido na cidade de Kōchi, Província de Tosa (atual Prefeitura de Kōchi), Shimamura ingressou na 7ª turma da Academia Naval Imperial Japonesa após a Guerra Boshin. Graduando-se em primeiro lugar em sua turma de 30 cadetes em 1880, serviu como aspirante de marinha na corveta Tsukuba, como alferes no navio couraçado Fusō, e como sub-tenente e tenente na corveta Asama. Selecionado para trabalho de estado-maior, Shimamura serviu como oficial subalterno por vários anos durante meados da década de 1880. Estudando no exterior na Grã-Bretanha, serviu como observador naval estrangeiro junto à Marinha Real de 1888 a 1891. Após seu retorno ao Japão, foi designado como oficial-chefe de artilharia no Takao. Foi promovido a capitão-tenente em 1894.
Durante a Primeira Guerra Sino-Japonesa, Shimamura foi designado como oficial de estado-maior da Frota Permanente de agosto de 1894 a abril de 1895 e envolvido no planejamento das formações em coluna da batalha. Mais tarde foi ferido enquanto estava a bordo do cruzador Matsushima durante a Batalha do Yalu em 17 de setembro de 1894.
Após servir em várias posições de estado-maior depois da guerra, (incluindo adido naval na Itália em 1894) Shimamura foi promovido a capitão em 1899 e comandou o cruzador Suma e fuzileiros navais durante a Batalha de Tientsin durante a Revolta dos Boxers.  De 1902 a 1903, foi capitão do couraçado Hatsuse.
Promovido a contra-almirante em 6 de junho de 1904, pouco antes da Guerra Russo-Japonesa, Shimamura foi nomeado Chefe de Estado-Maior da 1ª Frota. No comando da Segunda Divisão de Batalha da 2ª Frota, Shimamura estava a bordo de sua nau capitânia, o cruzador Iwate durante a Batalha de Tsushima em 26 de maio de 1905.
Após a guerra, foi designado para o comando da Frota de Treinamento e tornou-se Comandante da Academia Naval Imperial Japonesa de 1906 a 1908. Tornou-se Comandante da Escola Superior de Guerra Naval (Japão) de 1908 a 1909. Foi subsequentemente Comandante-em-Chefe da 2ª Frota de 1909 a 1911, Comandante-em-Chefe do Distrito Naval de Sasebo de 1911 a 1914, e Chefe do Estado-Maior Geral da Marinha Imperial Japonesa durante a Primeira Guerra Mundial de 1914 a 1920. Shimamura inicialmente se opôs ao envio da Marinha Imperial Japonesa ao Mediterrâneo sob a Aliança Anglo-Japonesa, pois sentia que isso enfraqueceria as defesas do Japão contra a "verdadeira ameaça" dos Estados Unidos.
Promovido a almirante pleno em 28 de agosto de 1915, Shimamura foi nobilitado como danshaku (barão) sob o sistema de nobreza kazoku em 1916. Após sua morte em 1923, Shimamura foi postumamente promovido ao posto de Almirante-Marechal.  Seu túmulo está no Cemitério Aoyama em Tóquio.